# بطولة كاريوكا
بطولة كاريوكا (بالبرتغالية: Campeonato Carioca de Futebol‏) المعروفه رسميًا باسم بطولة الدولة في ريو دي جانيرو (بالبرتغالية: Campeonato Estadual do Rio de Janeiro‏). هي بطولة كرة القدم سنوية تُقام في ولاية ريو دي جانيرو البرازيلية. لعبت أول بطولة في عام 1906، ويتم تنظيمها هذه الأيام من قبل اتحاد كرة القدم في ولاية ريو دي جانيرو.
يعتبر نادي بوتافوغو الأكثر مشاركة في البطولة بـ 122 مشاركة كان أولها في عام 1906 وآخرها في 2025، ويليه نادي فلومينينسي بـ 121 مشاركة أولها أيضًا في 1906 وآخرها في 2025. ثم أندية فلامنغو وبانغو وأمريكا وفاسكو دي غاما، وكلهم شاركوا في أكثر من 100 نسخة من البطولة.

## قائمة الأبطال
| النادي        | الفوز | الوصافة | سنوات الفوز |
| ------------- | ----- | ------- | --- |
| فلامنغو       | 36    | 31      | 1914، 1915، 1920، 1921، 1925، 1927، 1939، 1942، 1943، 1944، 1953، 1954، 1955، 1963، 1965، 1972، 1974، 1978، 1979، 1979، 1981، 1986، 1991، 1996، 1999، 2000، 2001، 2004، 2007، 2008، 2009، 2011، 2014، 2017، 2019، 2020 |
| فلومينينسي    | 31    | 23      | 1906، 1907، 1908، 1909، 1911، 1917، 1918، 1919، 1924، 1936، 1937، 1938، 1940، 1941، 1946، 1951، 1959، 1964، 1969، 1971، 1973، 1975، 1976، 1980، 1983، 1984، 1985، 1995، 2002، 2005، 2012                               |
| فاسكو دا غاما | 24    | 25      | 1923، 1924، 1929، 1934، 1936، 1945، 1947، 1949، 1950، 1952، 1956، 1958، 1970، 1977، 1982، 1987، 1988، 1992، 1993، 1994، 1998، 2003، 2015، 2016                                                                         |
| بوتافوغو      | 21    | 20      | 1907، 1910، 1912، 1930، 1932، 1933، 1934، 1935، 1948، 1957، 1961، 1962، 1967، 1968، 1989، 1990، 1997، 2006، 2010، 2013، 2018                                                                                           |
| أمريكا        | 7     | 7       | 1913، 1916، 1922، 1928، 1931، 1935، 1960 |
| بانغو         | 2     | 6       | 1933، 1966 |
| ساو كريستوفاو | 1     | 1       | 1926 |
| بايساندو      | 1     | 1       | 1912 |

## وصلات خارجية
- الموقع الرسمي
- الدوري على soccerway.com
- بطولة كاريوكا على مؤسسة إحصاءات وثيقة لرياضة كرة القدم
- ترتيب كاريوكا
- أفضل حضور في بطولة كاريوكا
- الإحصاءات الحيوية لنوادي كرة القدم الرئيسية في ولاية ريو دي جانيرو
- فلوريدا–فلو وكأس كاريوكا